# RM-10
La RM-10 o Autovía Lorca-Caravaca de la Cruz es una autovía autonómica de la Región de Murcia que unirá Lorca con Caravaca de la Cruz. Todo el trazado será de nueva infraestructura y nueva autovía, contaría unos 54,8 kilómetros de longitud en total.
En la actualidad esta en fase de actualización de proyecto, por lo cual de que había redactado el proyecto y aprobado en el año 2009, con la inversión de unos 240 millones de euros y presentaron las 3 fases del proyecto. Por la crisis ha congelado este proyecto y 14 años después, ha anunciado la nueva actualización del proyecto, aumentado la inversión a más de 500 millones de euros.
Desconocemos esta nueva actualización del proyecto, las fases de las obras y los tramos, en el año 2009, eran 2 tramos de la primera fase: Caravaca de la Cruz-Venta Cavila y Venta Cavila-Río Quípar. El resto de los tramos desde el Río Quípar hasta Lorca va dividiendo en las 2 fases, la segunda y la tercera.

## Tramos
| Denominación | Tramo                                 | km   | Año servicio / Estado (2025)            |
| ------------ | ------------------------------------- | ---- | --------------------------------------- |
| RM-10        | Lorca A-7 - Caravaca de la Cruz RM-15 | 54,8 | Nuevo proyecto en fase de actualización |